# Lactucarium

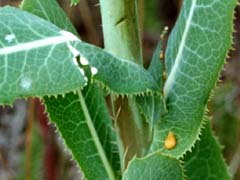
Na złamaniu liścia Lactuca virosa widać sok mleczny, a poniżej zasychający

Lactuarium – sok mleczny niektórych gatunków sałat, krzepnący na powietrzu, otrzymywany przede wszystkim z gatunków s. jadowitej, s. indyjskiej i s. kompasowej. Najbardziej aktywne lactuarium otrzymuje się z s. jadowitej. Świeży sok występujący we wszystkich częściach roślin (korzenie, łodygi, liście) początkowo jest biały, a schnąc zmienia zabarwienie, początkowo na żółte, następnie brązowe.
Sok sałaty jadowitej zawiera do 66% laktuceryny, laktucyny oraz laktucyktyny poza tym alkaloidy i mannitol.
Przypisywane jest mu działanie lecznicze.